# Johann Baptist Metz

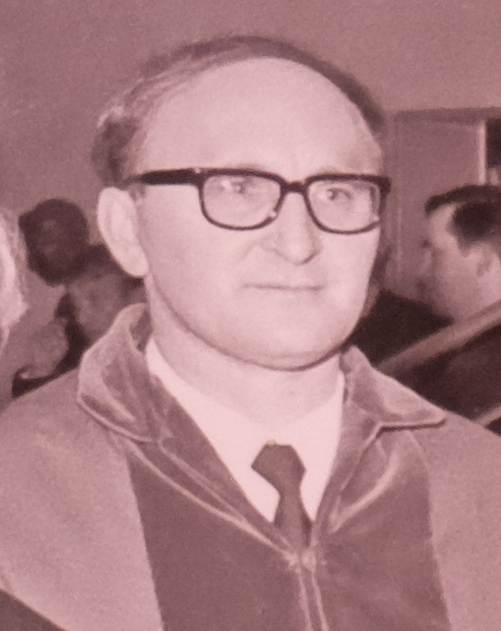
Johann Baptist Metz (1971)

Johann Baptist Metz (* 5. August 1928 in Welluck; † 2. Dezember 2019 in Münster) war ein deutscher römisch-katholischer Priester und Fundamentaltheologe. Er war ein Schüler Karl Rahners, dessen Sämtliche Werke er von 1995 bis 2018 mit herausgab. Er gilt als einer der bedeutendsten und einflussreichsten Theologen seit dem Zweiten Vatikanischen Konzil und als Begründer der neuen Politischen Theologie.

## Leben
Metz wuchs in einer katholisch geprägten Kleinstadt in der bayerischen Oberpfalz auf und wurde am Ende des Krieges in der Wehrmacht eingesetzt. Die Erfahrungen des Krieges beschrieb er retrospektiv als relevant für seine spätere Sensibilität für die Frage nach der Theodizee und dem Leid in der Geschichte.
Nach dem Abitur am heutigen Gregor-Mendel-Gymnasium in Amberg nahm Metz  1948 das Studium der Theologie und Philosophie in Bamberg auf und wechselte im folgenden Jahr nach Innsbruck, wo er bereits sehr früh im Studium einem engeren Kreis um Karl Rahner angehörte, der zu seinem wichtigsten Lehrer wurde. Er wurde bereits 1952 mit einer philosophischen Dissertation über Heidegger und das Problem der Metaphysik bei dem Jesuiten Emerich Coreth zum Dr. phil. promoviert. 1954 folgte die Priesterweihe in Bamberg und der Eintritt in den pastoralen Dienst. Daneben verfasste er zwei Monographien sowie u. a. diverse Artikel für das von Karl Rahner herausgegebene Lexikon für Theologie und Kirche. Seine theologische Promotion erfolgte 1961 mit der Schrift Christliche Anthropozentrik über Thomas von Aquin. Im Anschluss begann er eine Habilitation bei Karl Rahner in München, wurde aber noch vor deren Beendigung auf den neu eingerichteten, ordentlichen Lehrstuhl für Fundamentaltheologie an die Katholisch-Theologische Fakultät der Westfälischen Wilhelms-Universität in Münster berufen, den er bis 1993 innehatte.
Metz gehörte seit den frühen 1960er Jahren der Internationalen Paulus-Gesellschaft an, in die er durch seinen Lehrer Karl Rahner eingeführt worden war, und avancierte zu einem aktiven Förderer des Dialogs zwischen Christen und Marxisten. Auch in der Friedensbewegung war Metz in den 1960er Jahren engagiert, beispielsweise im Bensberger Kreis, der von den Linkskatholiken Eugen Kogon und Walter Dirks gegründet worden war.
Mit dem marxistisch orientierten Philosophen Ernst Bloch wurde Metz 1963 bekannt, als sie sich auf einer Tagung trafen. Aus dieser Begegnung erwuchs eine Freundschaft zwischen dem Theologen und dem Philosophen, die unter anderem in einem Beitrag Metz’ zu der Festschrift für Bloch mündete. Adorno, dessen Schriften ihm bereits bekannt waren, traf er zwei Jahre später auf einer Tagung der Studienstiftung des deutschen Volkes. Es waren Impulse aus der kritischen, auch neomarxistischen Sozialphilosophie, von Ernst Bloch, Walter Benjamin, Theodor W. Adorno und Herbert Marcuse, vermittels derer Metz die transzendentaltheologisch-anthropozentrisch gewendete Theologie seines Lehrers Karl Rahner zu einer neuen Politischen Theologie weiterentwickelte.
Von 1968 bis 1973 war Metz Konsultor des Päpstlichen Sekretariats für die Ungläubigen und von 1971 bis 1975 Berater der Würzburger Synode der Deutschen Bistümer und Hauptverfasser des Synodendokuments Unsere Hoffnung, das für die Rezeption des Zweiten Vatikanischen Konzils in Deutschland von zentraler Bedeutung war.
Metz war seit dem Konzil um eine „offensive Treue“ zum Konzil bemüht und wusste sich mit diesem Ansinnen im Einklang mit Karl Rahner. Auch zu diesem Zweck hatten die beiden gemeinsam mit Yves Congar, Hans Küng und Edward Schillebeeckx 1965 die internationale theologische Zeitschrift Concilium gegründet, die weltweit zu den bedeutendsten Periodika der Katholischen Theologie gehört.
1979 sollte Metz Nachfolger von Heinrich Fries auf den fundamentaltheologischen Lehrstuhl der Ludwig-Maximilians-Universität München werden, was aber vom Münchner Erzbischof Joseph Ratzinger sowie vom bayerischen Kultusminister Hans Maier verhindert wurde.
Seit den späten 1970er Jahren war Metz maßgeblicher Initiator einer katholischen Theologie nach Auschwitz und sprach beispielsweise auf dem Katholikentag in Freiburg 1978 über „Christen und Juden nach Auschwitz“. Der politische Theologe war ferner einer der Intellektuellen, die Jürgen Habermas um Beiträge zu den Stichworten „zur geistigen Situation der Zeit“ bat.
Seit den 1970er Jahren stand Metz mit Jürgen Habermas im kontroversen Gespräch, in dem es um das Verhältnis von Religion und Emanzipation, kommunikativer und anamnetischer Vernunft, Theorie und Praxis ging.
In seinen letzten Lebensjahren arbeitete er mit dem Wiener Fundamentaltheologen Johann Reikerstorfer zusammen, der auch Herausgeber seiner „Gesammelten Schriften“ wurde. Die Edition umfasst neun Bände, die die Entwicklung des Denkens von Metz nachzeichnen, und einen Registerband.
Johann Baptist Metz verstarb am 2. Dezember 2019 im Alter von 91 Jahren in Münster.

## Begründer der „neuen“ Politischen Theologie
Metz kann als Begründer der von ihm selbst so benannten „neuen“ Politischen Theologie – in Abgrenzung zur „alten“ Politischen Theologie Carl Schmitts – angesehen werden. Dieser vom deutschen Linkskatholizismus (u. a. Walter Dirks) und der Frankfurter Schule beeinflusste Neuansatz stand im kritischen Austausch mit der Theologie der Befreiung in Lateinamerika.
Es war das besondere Anliegen von Metz, die „Autorität der Leidenden“ in die Theologie neu einzuführen bzw. wieder daran zu erinnern; die Theodizee-Frage sah er als bleibenden Auftrag an Kirche und Theologie, die „memoria passionis“ zu bewahren und auf diese Weise zu einer Humanisierung der Welt in Offenheit auf deren eschatologische Vollendung durch Gott beizutragen. Daher müsse sich die Theologie eines eschatologischen Vorbehalts bedienen.

## Akademischer Schülerkreis
Zu seinem Schülerkreis gehörten zahlreiche Theologen und Religionsdidaktiker, aber auch Philosophen und Erziehungswissenschaftler. Die Vertreter der neuen Politischen Theologie Tiemo Rainer Peters, langjähriger Assistent Metz’ an der Universität Münster, und Edmund Arens, der bei Metz promovierte und sich bei ihm habilitierte, zählen dazu, ebenso die Befreiungstheologen Paulo Suess und Kuno Füssel sowie der Theologe und Erziehungswissenschaftler Helmut Peukert. Der Religionspädagoge Reinhold Boschki promovierte bei Metz über Elie Wiesel. Jürgen Manemann, der bei Metz promovierte, bemüht sich um eine Weiterentwicklung der neuen Politischen Theologie als Politische Philosophie. Jürgen Kroth Religionspädagoge und Pastoraltheologe an der Vinzenz Pallotti University Vallendar und ebenfalls bei Metz promoviert, vermittelt die neue Politische Theologie in die Pastoraltheologie hinein. Der Theologe Francis Schüssler Fiorenza, Professor an der Harvard Divinity School, und seine Frau, die feministische Theologin Elisabeth Schüssler Fiorenza, studierten ebenfalls bei Metz.

## Ehrungen und Auszeichnungen
Von der Universität Wien erhielt Metz 1994 die Ehrendoktorwürde, 2002 wurde ihm von der Gesellschaft für christlich-jüdische Zusammenarbeit die Buber-Rosenzweig-Medaille verliehen und 2007 erhielt er in Anerkennung seines Gesamtwerks den Theologischen Preis der Salzburger Hochschulwochen. 2009 und 2013 folgten weitere Ehrenpromotionen, zunächst von der Santa Clara University, dann von der University of London. Am 15. Dezember 2018 wurde Metz der Verdienstorden des Landes Nordrhein-Westfalen verliehen. Ministerpräsident Armin Laschet würdigte Metz als einen der „bedeutendsten Theologen des 20. Jahrhunderts“.

## Publikationen (Auswahl)
- Christliche Anthropozentrik. Über Denkformen des Thomas von Aquin. München 1962, DNB 453347983.
- Zur Theologie der Welt. Mainz 1973 (Topos-TB), ISBN 3-7867-0411-2.
- Glaube in Geschichte und Gesellschaft. Studien zu einer praktischen Fundamentaltheologie. Mainz 1977, ISBN 3-7867-0659-X.
- Zeit der Orden? Zur Mystik und Politik der Nachfolge. Freiburg 1977, ISBN 3-451-17724-2.
- Jenseits bürgerlicher Religion. Reden über die Zukunft des Christentums. Mainz/München 1980, ISBN 3-7867-0826-6.
- Unterbrechungen. Theologisch-politische Perspektiven und Profile. Gütersloh 1981, ISBN 3-579-01041-7.
- Die Theologie der Befreiung: Hoffnung oder Gefahr für die Kirche? (= Schriften der Katholoischen Akademie Bayern. Band 122). Patmos Verlag, Düsseldorf 1986.
- als Hrsg.: „Landschaft aus Schreien“. Zur Dramatik der Theodizeefrage. Mainz 1995, ISBN 3-7867-1890-3.
- Gottesrede (Religion – Geschichte – Gesellschaft. Fundamentaltheologische Studien Bd. 1). Hrsg. Johann Baptist Metz, Johann Reikerstorfer und Jürgen Werbick. Münster 1996, 2. Aufl. 2001, ISBN 3-8258-2470-5.
- Zum Begriff der neuen Politischen Theologie 1967–1997. Mainz 1997, ISBN 3-7867-2029-0.
- Christologie nach Auschwitz. Stellungnahmen im Anschluß an Thesen von Tiemo Rainer Peters (Religion – Geschichte – Gesellschaft Bd. 12). Hrsg. Johann Baptist Metz und Jürgen Manemann. Münster 2001, ISBN 3-8258-3979-6.
- Memoria Passionis. Ein provozierendes Gedächtnis in pluraler Gesellschaft. Freiburg 2006, ISBN 3-451-28941-5.
- Mystik der offenen Augen. Wenn Spiritualität aufbricht. Freiburg 2011, ISBN 978-3-451-29890-5.